# Alibertia curviflora
Alibertia curviflora är en måreväxtart som beskrevs av Karl Moritz Schumann. Alibertia curviflora ingår i släktet Alibertia och familjen måreväxter. Inga underarter finns listade i Catalogue of Life.